# Régiment de Forez (1684)
Das Régiment de Forez war ein Infanterieregiment, das von 1684 bis 1775 bestand. (Es gab noch ein weiteres Regiment mit dem Namen Régiment de Forez, das 1776 aus dem 1. und 3. Bataillon des Régiment de Bourbonnais aufgestellt wurde.) Es war ein Verband in der Armee des Königs von Frankreich.

## Aufstellung und signifikante Änderungen
- 10. September 1684: Aufstellung des Régiment de Forez
- 25. März 1775: Aufgelöst und in das Régiment d’Angoumois eingegliedert

## Mestres de camp/Colonels
Mestre de camp war von 1569 bis 1661 und von 1730 bis 1780 die Rangbezeichnung für den Regimentsinhaber und/oder für den mit der Führung des Regiments beauftragten Offizier. Die Bezeichnung „Colonel“ wurde von 1721 bis 1730, von 1791 bis 1793 und ab 1803 geführt.
Sollte es sich bei dem Mestre de camp/Colonel um eine Person des Hochadels handeln, die an der Führung des Regiments kein Interesse hatte (wie z. B. der König oder die Königin), so wurde das Kommando dem „Mestre de camp lieutenant“ (oder „Mestre de camp en second“) respektive dem „Colonel-lieutenant“ oder „Colonel en second“ überlassen.

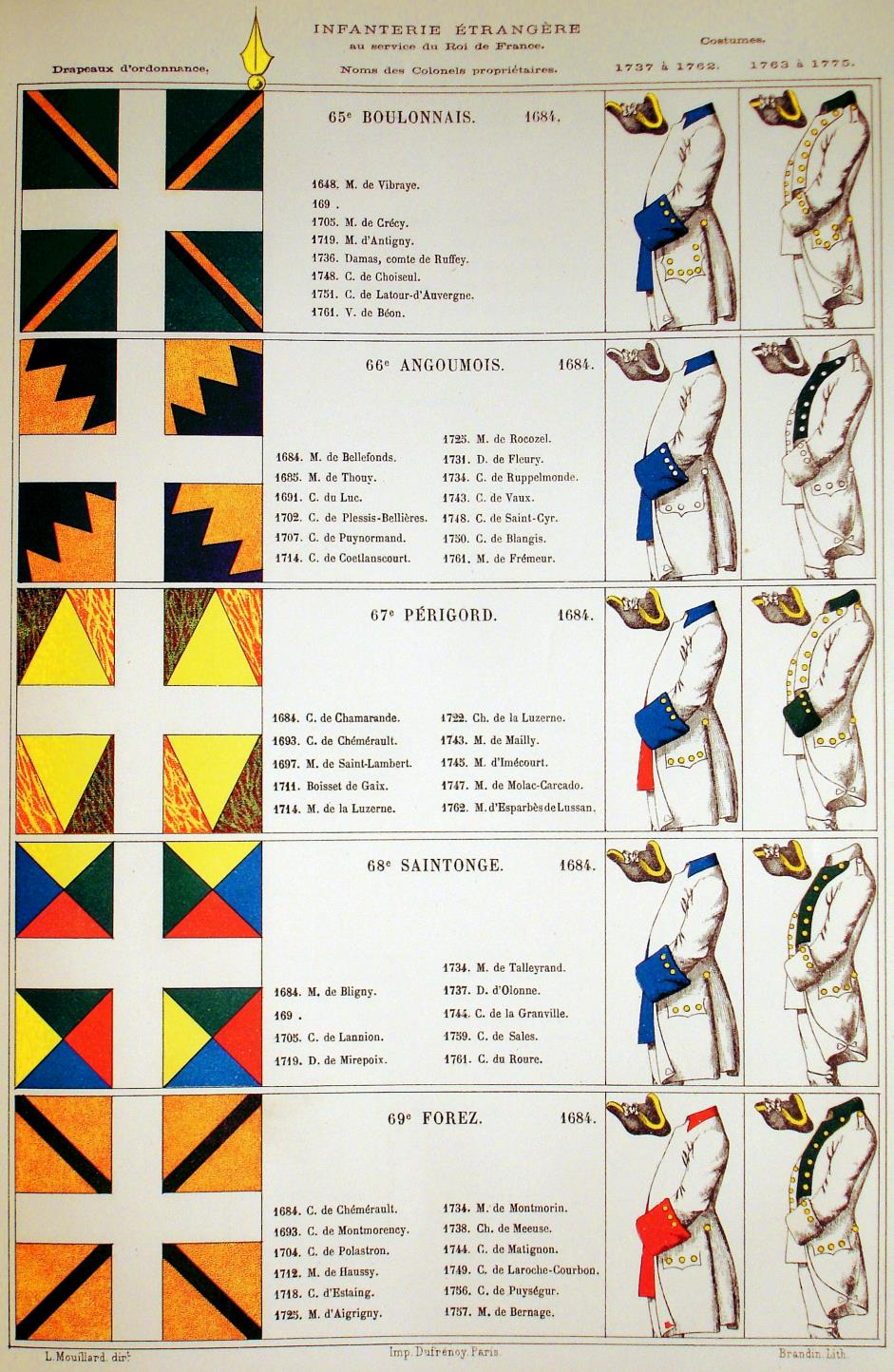
Eintrag bei Lucien Mouillard, Armée française. Les régiments sous Louis XV, 1882

- Eintrag bei Lucien Mouillard, Armée française. Les régiments sous Louis XV, 1882 10. September 1684: Jean Noël de Barbezières, comte de Chémerault
- 4. April 1693: Comte de Montmorency-Fosseuse
- Oktober 1693: Louis, marquis de Polastron
- 4. Februar 1704: Jean-Baptiste, comte de Polastron
- 27. Februar 1712: Étienne Joseph d’Isarn de Villefort, marquis d’Haussy
- 22. Juni 1716: Charles François Marie d’Estaing, marquis d’Estaing
- 13. Dezember 1729: Jean René de Jouenne d’Esgrigny
- 10. März 1734: Jean-Baptiste François de Montmorin de Saint-Hérem, marquis de Montmorin
- 3. November 1738: François Honoré, chevalier; seit Oktober 1741 marquis de Choiseul-Meuse
- 24. Mai 1744: Marie Charles Auguste de Goyon de Grimaldi, comte de Matignon
- 5. September 1749: Jacques Charles de Courbon, marquis de La Roche-Courbon
- 22. April 1756: Louis Pierre de Chastenet, marquis de Puységur
- 4. März 1757: Marquis de Bernage de Chaumont
- 5. Juni 1763: Chevalier de La Ferronays
- 13. August 1765: Léon Eugène, comte de Maulde

## Ausstattung

### Fahnen
Das Regiment führte drei Fahnen, eine weiße Leibfahne (Drapeau colonelle) und zwei Ordonnanzfahnen.

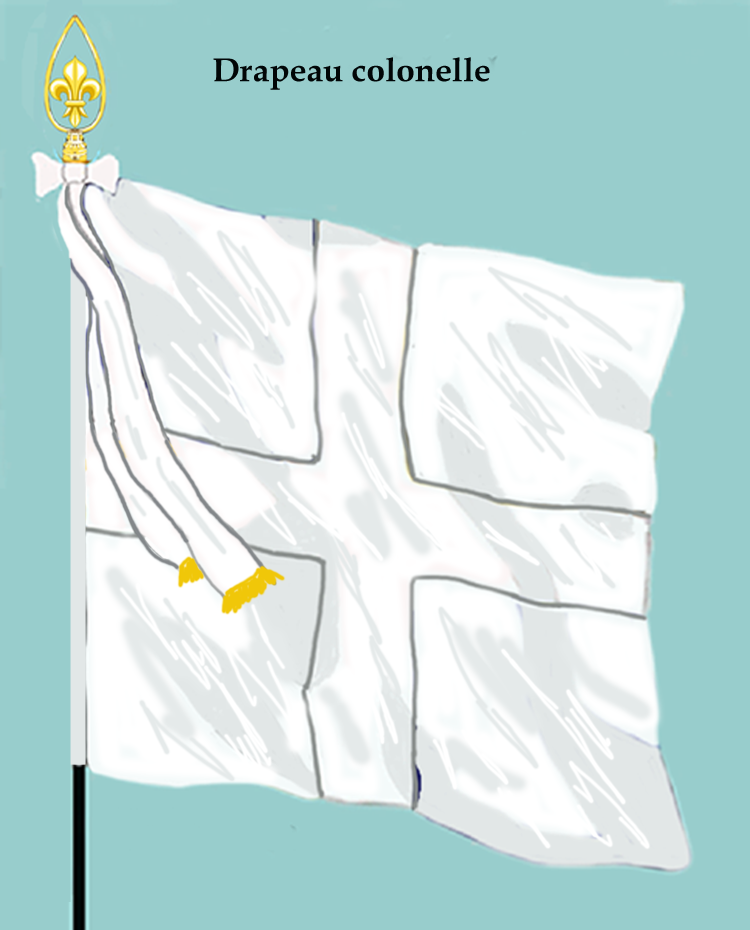
Drapeau colonelle
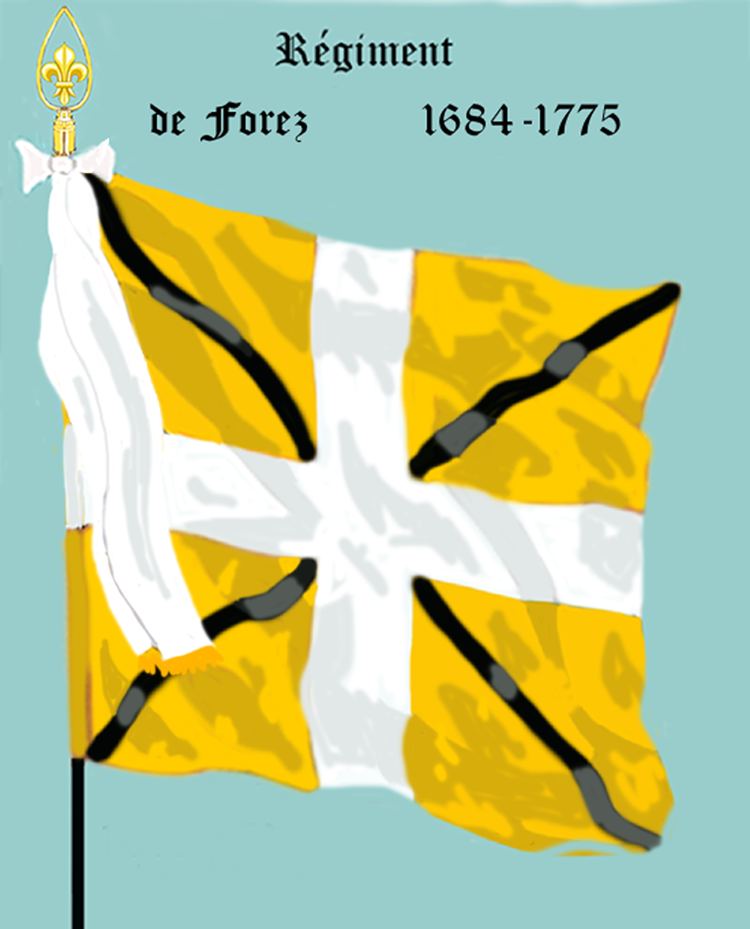
Régiment de Forez 1684 bis 1775

### Uniformierung

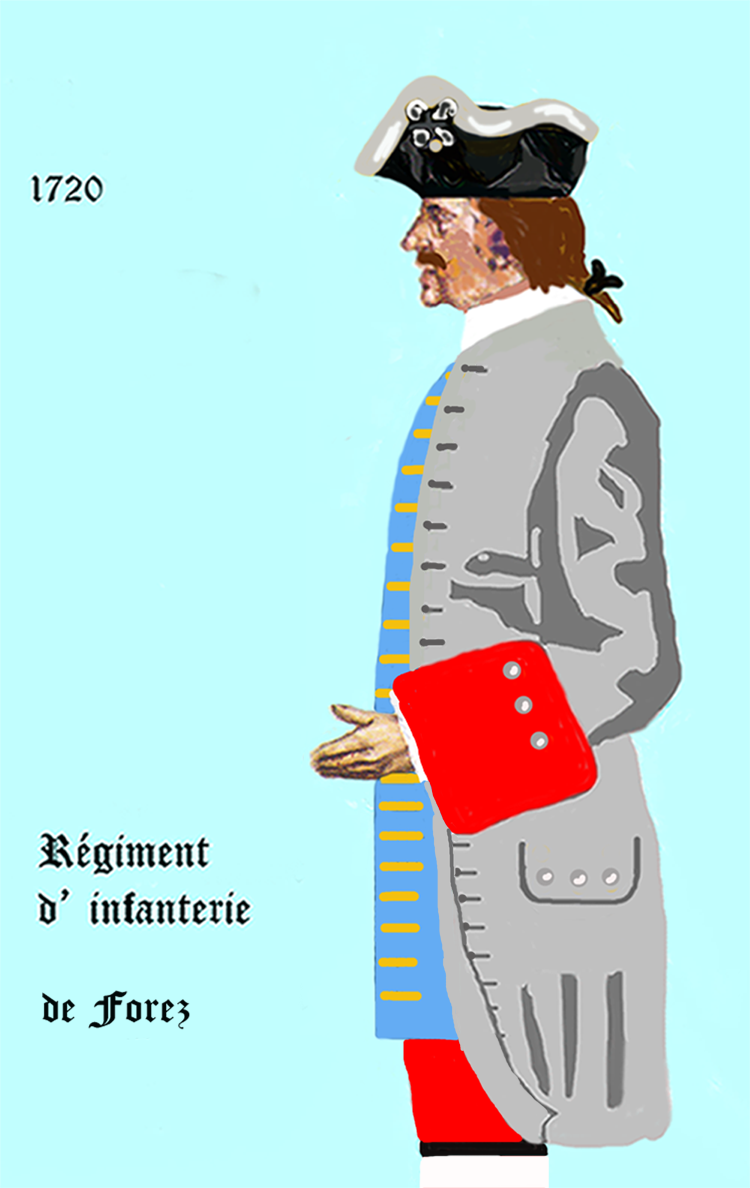
Régiment de Forez von 1720 bis 1734
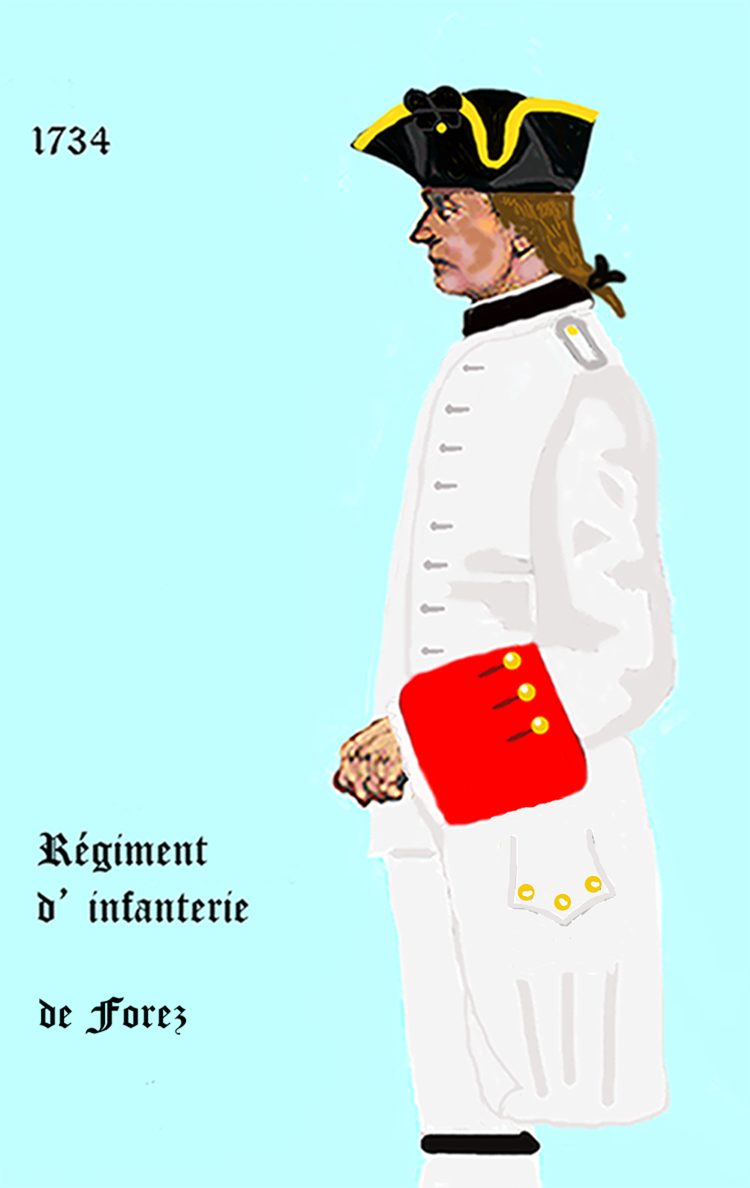
Régiment de Forez von 1734 bis 1757
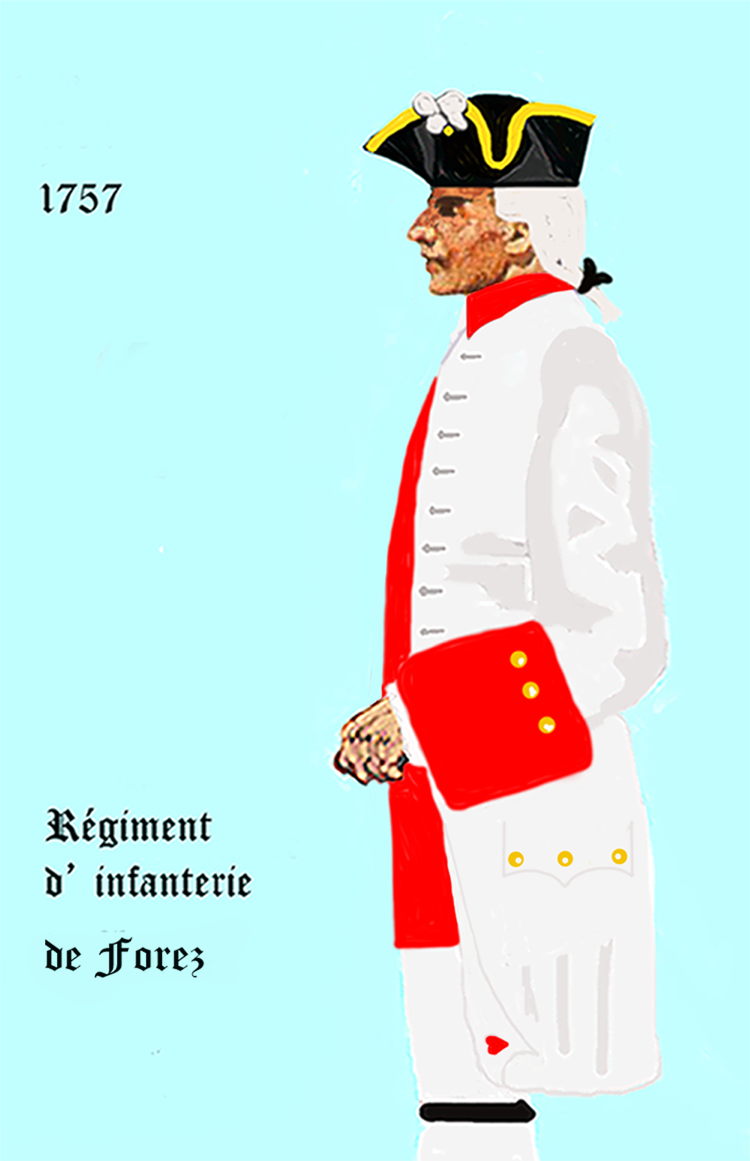
Régiment de Forez von 1757 bis 1762
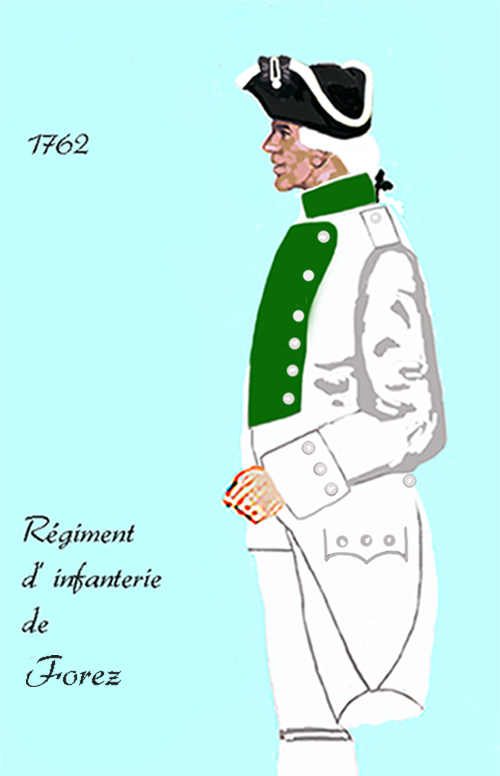
Régiment de Forez von 1762 bis 1775

## Gefechtskalender – Kriege, an denen das Regiment teilgenommen hat

### Krieg der zwei Könige
- 1690: Einsatz in Irland, Schlacht am Boyne, im August Einsatz bei der Belagerung von Limerick

### Pfälzischer Erbfolgekrieg (1688 bis 1697)
- 1691: Das Regiment stand in den Alpen.
- 4. Oktober 1693: Schlacht bei Marsaglia, der Regimentskommandant, der Colonel comte de Montmorency-Fosseuse, ist hier gefallen.
- 1696: Garnison in Valenza
- 1697: Verlegung nach Flandern

### Spanischer Erbfolgekrieg (1701 bis 1714)
- 1701: Verlegung nach Italien
- 1704: Kämpfe bei Vercelli und Ivrea

14. Oktober 1704 bis 9. April 1705: bei der Belagerung von Verrua Savoia
- 1705: bei Chivasso, in der Schlacht bei Cassano (1705)
- 1706: Schlacht bei Turin, in Castiglione
- 1707: Kämpfe in der Provence, Toulon
- 1708 bis 1712: in den Alpen
- 1713: Verlegung nach Flandern

### Polnischer Thronfolgekrieg (1733 bis 1738)
- 1733: Verlegung nach Italien
- 1734: Einsatz in der Schlacht bei Guastalla, in der Schlacht bei Colorno und mit einem Bataillon in der Schlacht bei Parma

## Friedenszeit
- 1739 bis 1741: Abordnung nach Korsika

### Österreichischer Erbfolgekrieg (1742 bis 1748)
- 1742: Verlegung nach Flandern
- 1743: Kämpfe am Niederrhein, Einsatz in der Schlacht bei Dettingen
- 1744: Abkommandierung nach Flandern
- 1745 bis 1746: Kämpfe im Elsass, Garnison in Freiburg im Breisgau, Verlegung an den Niederrhein
- 1747 bis 1748: Garnison in Nizza

## Friedenszeit
- 1749: Garnison im Fort Lagarde

### Siebenjähriger Krieg (1756 bis 1763)
- 1757 bis 1762: Küstenschutz in der Normandie
- 1764 bis 1767: Verlegung nach Saint-Domingue
- 1770 bis 1774: Verlegung nach Korsika